# Dret de la competència

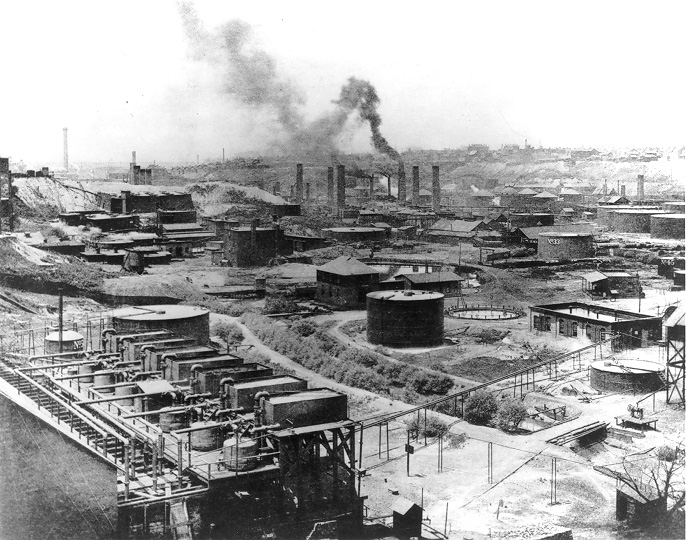
La Standard Oil va ser una de les empreses afectades pel primer desenvolupament de les lleis antitrust als Estats Units

El dret de la competència (en anglès Competition Law, conegut en els Estats Units com Antitrust Law) és la branca del dret que s'encarrega de regular el comerç mitjançant la prohibició de restriccions il·legals, la fixació de preus i els monopolis. Busca promoure la competència entre les empreses existents en un mercat econòmic i el foment de la qualitat dels béns i serveis al menor preu possible, garantint una estructura de mercat basat en la llei de l'oferta i la demanda.
L'"antitrust" té el seu origen en el dret dels Estats Units. El nom es deu al fet que aquesta branca del dret va ser creada per a combatre els trust de comerç. Posteriorment, altres països van adoptar l'Antitrust en el seu ordenament jurídic utilitzant altres termes com "lleis de competència", "de lliure competència" o antimonopolista. En l'actualitat, la major part dels països industrialitzats i alguns països en desenvolupament té lleis antitrust.
L'objectiu del dret de la competència és promoure la "competència justa" entre les empreses. Ha tingut un efecte important en les pràctiques empresarials i la reestructuració del sector industrial en els països on s'ha adoptat. Basades en la premissa que el comerç lliure beneficia tant consumidors, empreses i l'economia en general, la llei prohibeix diferents tipus de restriccions comercials i l'abús de la monopolització.
Des d'un punt de vista general, aquestes restriccions poden ser de quatre tipus diferents: acords horitzontals entre competidors, acords verticals entre compradors i venedors, l'abús d'una posició dominant (monopoli), i les fusions. En el cas europeu es prohibeixen també les ajudes de l'estat.